# August Oesterlen
Ludwig August Oesterlen (* 1. Mai 1819 in Öhringen; † 1. März 1893 in Stuttgart) war ein württembergischer Rechtsanwalt und Politiker.

## Leben
Oesterlen besuchte das Gymnasium in Stuttgart und studierte von 1837 bis 1842 Rechtswissenschaft in Tübingen. Er war seit 1837 Mitglied der Burschenschaft Germania Tübingen. 1842 legte er die I. Höhere Justizdienstprüfung ab und war dann Referendar beim Gerichtshof für den Donaukreis im Ulm, 1843 folgte die II. Höhere Justizdienstprüfung. Ab Sommer 1844 war Oesterlen Gerichtsassessor beim Oberamtsgericht Öhringen und seit Ende 1846 Justizassessor (1848 Oberjustizassessor) beim Stadtgericht Stuttgart. Er beteiligte sich lebhaft an der Bewegung von 1848 und 1849. Nachdem ihm eine Zurückversetzung angedroht wurde, schied er aus dem Staatsdienst aus und praktizierte bis 1889 als beim Oberlandesgericht zugelassener Rechtsanwalt in Stuttgart. In Stuttgart war er Mitbegründer und Vorstand der Handwerkerbank.

## Politik
Für die Erste Verfassungrevidierende Landesversammlung kandidierte er 1849 erfolglos, als Abgeordneter des Oberamts Waiblingen konnte er sich 1850 bei der Wahl zur Zweiten und Dritten Verfassungberatenden Landesversammlung von Württemberg durchsetzen. Von 1862 bis 1876 war er Mitglied der Zweiten Kammer der Württembergischen Landstände für das Oberamt Hall und die Demokratische Volkspartei. Er war insbesondere für das Zustandekommen der Justizreform tätig. Von 1868 bis 1870 gehörte er außerdem als Abgeordneter des Wahlkreises Württemberg 11 (Hall, Backnang, Marbach, Vaihingen) dem Zollparlament an.
Oesterlen war außerdem Gemeinderat in Stuttgart.